# حريم السلطان: السلطانة كوسم (مسلسل)
السلطانة كوسم أو القرن العظيم كوسم مسلسل تاريخي تلفزيوني تركي من إنتاج شركة تيمس بدأ عرضه على قناة ستار التركية ابتداء من الخميس 12 نوفمبر 2015، وتدور أحداثه خلال القرن السابع عشر عند صعود السلطان أحمد الأول العرش العثماني، وحول حياة السلطانة كوسَم التي كان إسمها الأصلي هو أناستاسيا قبل أن يتم خطفها وإرسالها إلى القصر ليغرم بها السلطان أحمد خان الأول.
والسلطانة كوسَم حسب التاريخ هي السلطانة الوالدة ماه بيكر «وتعني بالتركي وجه القمر» ليصبح اسمها لاحقا «كوسَم». وهي والدة السلطانين إبراهيم الأول ومراد الرابع وجدة السلطان محمد، ويميزها التاريخ عن باقي السلطانات بكونها أول امرأة تحكم الدولة فعليا بما في ذلك الجلوس على العرش وإدارة جلسات الديوان، مالم تقم به أي سلطانة عثمانية من قبل.
وتلعب الممثلة اليونانية الشابة «اناستاسيا تسيليمبو» دور كوسَم في الحلقات الأولى أي مرحلة المراهقة، لتحل بعد ذلك في الحلقة التاسعة الممثلة التركية المتألقة بيرين سات وتستكمل الدور من مرحلة الشباب إلى نهاية العمل.

## الشخصيات
- بيرين سات: السلطانة كوسم أناستاسيا تسيليمبو: الجارية اناستاسيا (السلطانة كوسَم الصغيرة)
- نورغول: السلطانة الوالدة قُسِمْ
- فرح زينب عبد الله : الأميرة فاريا
- ميتين أكدولجار: السلطان مراد الرابع
- أكين كوش: السلطان أحمد الأول
- هوليا أفشار: السلطانة الوالدة صفية
- تولين أوزين: السلطانة الوالدة هاندان
- أسيلهان كوربوز: السلطانة حليمة
- غولجان أرصلان: السلطانة فخرية
- بارك جانكات: الأمير اسكندر
- جيداء ألغونير: السلطانة ماه فيروز
- إيركان كولشاك: شاهين جيراي خان
- قادر دوغلو: محمد جيراي الثالث
- متتى هوروز أوغلو: ذو الفقار أفندي
- صحرا شاش: ديلبار خانم
- تولغا تونجير: نصوح أفندي
- ليفانت يلمز: شيخ الإسلام مصطفى أفندي
- نورينيسا يلدريم: شروق خانم
- زيلجكو إيركش: إينزو إسراء
- ديرمانجي أوغلو: جنات خانم
- علي خان توركدمير: الأمير مصطفى
- تانير أولمز: السلطان عثمان الثاني
- ردفان أيبارس دوزي: السلطان إبراهيم الأول
- بوران كوزوم: السلطان مصطفى الأول

## روابط خارجية
- السلطانة كوسيم على موقع IMDb (الإنجليزية)
- السلطانة كوسيم على موقع فيلمافينيتي (الإسبانية)
- السلطانة كوسيم على موقع كينوبويسك (الروسية)
- السلطانة كوسيم على موقع قاعدة بيانات الفيلم (الإنجليزية)